# Трасјанка
Трасјанка (белоруски: трасянка) је белоруско-руски патоа или врста међујезика (с лингвистичке тачке гледишта). Неки аутори га сматрају социолектом.
Често се означава као "пиџин" или чак "креолски“, што није тачно по раширеној дефиницији пиџина и креолског.

## Порекло назива
На белоруском језику, реч у дословном приводу означава нискокквалитетно сено, настало када сиромашнији ратари тресењем мешају (белоруски: трасуць) свежи откос траве са јучерашњим осушеним сеном. Реч је релативно недавно добила друго значење (у смислу „језичке мешавине"), вероватно у доба распада Совјетског Савеза, иако је и отпре та језичка појава била позната.
Постојали су и други називи (наведени су како се чита и пише на белоруском): „мовнаја жвачка“ (белоруски: „моўная жвачка"), „мовни гибрид“ (белоруски: „моўны гібрыд"), „мовни сурагат“ (белоруски: „моўны сурагат"), „мовнаја химера“ (белоруски: „моўная хімэра"), „мешанина“ (белоруски: „мешаніна"), „ламанина“ (белоруски: „ламаніна"), „тарабаршчина“ (белоруски: „тарабаршчына"). 1920-их се јавио и израз „чавња“ (белоруски: „чаўня") (могуће настало од белоруске речи „чаўпсьці") (Вацлав Ластовски). Као што је видљиво, у називана је језичним хибридом, сурогатом, химером, мешавином...

## Говорно подручје
На подручјима где се граниче Белорусија и Русија (барем), чак и у данашњици (података из 2004), белоруско-руска језична мјешавина не назива се „трасјанком“. Реч, која се тамо много чешће користи је мешанка, са сличним значењем као „трасјанка“.
Настала је као средство комуникације између белоруског сеоског становништва и рускоговорећих образованијих чиновника. Трасјанка је врста језика којом типично говоре сељаци у Белорусији, чији матерњи језик је белоруски, али су напустили у корист руског, сматрајући потоњи „градскијим“, „моднијим“, „уљуђенијим“. Стога су престали да говоре овом мешавином, односно међујезиком.
Према лингвисти Хиенадзију Цихуну (Генадзій Цыхун), велику улогу у ширењу трасјанке је одиграла Стаљинова политика 1920-их и 1930-их година. Трасјанка се проширила у градове миграцијама становништва са села. Тако се трасјанка може чути у белоруским градовима, где њоме говоре старији и људи средњег доба, (обично речено, бивши досељеници из села у градове). Њоме говоре и неки образованији људи (старији или средњег доба), на пример, белоруски председник (половином 1990-их) или министар пољопривреде (у 2005) и још неки. Трасјанка није постала основно средство комуникације, јер се сматрала као „неписмењачким, припростим, некултурним језиком“ (белоруски: некультурная мова).
Изгледа да је то непостојан језик, чија употреба би се могла смањити у будућности, јер млађи нараштаји не говоре њоме, већ говоре или чисти руски или чисти белоруски.

## Друштвени проблеми
Постоје одређени друштвени проблеми када се говори трасјанком, посебно када питање генерацијског јаза који трасјанка и књижевни белоруски и руски стварају између родитеља и деце, а и одбијање и отуђење с којим су се суочили неки националистички активисти који устрају на употреби исправног књижевног белоруског.
Опет, за друге интелектуалце, чије образовање је повезано са народном културом (међу којима су филолози, лингвисти, историчари, културолози, етнолози итд.), трасјанка такође није прихватљива у формалној комуникацији.
Уопште гледано, сматра се „исквареним“ белоруским и руским. Постоје неки комичари у Белорусији (нпр. Саша и Сирожа), који користе трасјанку у својим делима.

## Структура
Говорници трасјанке користе већином руски скуп речи, али имају сачувана фонетска својства белоруског. Граматика изгледа као комбинована белоруско-руска. Иако нема структуралних регулатива, трасјанка је релативно променљива и представља пре језички континуум између белоруског и руског него дискретни језички систем.
У Украјини постоји слична друштвено-лингвистичка појава, мешавина украјинског и руског, звана суржик.

## Трасјанка и лингвисти
Трасјанка је била игнорисана од главне лингвистичке струје и од социолога у Белорусији и иностранству све до 1990-их, када су се почели појављивати први чланци који су се искључиво бавили трасјанком (види референце испод).
У старијој језикословној литератури, овај феномен се обрађивао под поглављима „језичне култивације“ ("культура мовы"), „лингвистичке интерференције“ и сл..